# Position der Erde im Universum
Die Position der Erde im Universum ist heute relativ detailliert bekannt, was auf die Fortschritte der praktischen wie theoretischen Astronomie und Kosmologie der letzten 400 Jahre und besonders des vergangenen Jahrhunderts zurückzuführen ist. Ursprünglich herrschte das geozentrische Weltbild vor, die Auffassung, die Erde stehe im Mittelpunkt eines Universums, das sich aus Sonne, Mond, den mit bloßem Auge erkennbaren Planeten und einer äußeren Sphäre von Fixsternen zusammensetzt.
Nach der allgemeinen Anerkennung des heliozentrischen Weltbildes im 18. Jahrhundert zeigten Beobachtungen von Wilhelm Herschel und anderen Forschern, dass sich die Sonne in einem ausgedehnten, scheibenförmigen System befindet, das nach heutiger Schätzung aus ca. 100 bis 300 Milliarden Sternen sowie Gasnebeln und Staubwolken besteht, der Milchstraße. Im 20. Jahrhundert wurde erkannt, dass die Milchstraße nur eine von zahlreichen anderen Galaxien im Universum ist. Schließlich wurde die Gesamtstruktur des beobachtbaren Universums deutlich. Benachbarte Galaxien gruppieren sich zu Haufen, die ihrerseits Superhaufen bilden. Diese wiederum sind zu einem Netz aus Filamenten und Voids verbunden, welche die vermutlich großräumigsten kohärenten Strukturen des Universums darstellen.
Da das Universum weder einen Mittelpunkt noch einen Rand besitzt, existiert kein spezieller Referenzpunkt, von dem aus eine absolute Position der Erde im Universum angegeben werden könnte. Die Möglichkeit, entfernte Objekte zu beobachten, ist in alle Richtungen in gleicher Weise begrenzt. Daher kann man sagen, dass die Erde im Mittelpunkt des von uns aus beobachtbaren Universums liegt. Auch können Angaben zur Position der Erde in Bezug auf astronomisch sichtbare Strukturen gemacht werden. So ist etwa ihre Position im Sonnensystem oder wiederum dessen Position innerhalb der Galaxis bekannt.
| Bereich | Ausdehnung                                                | Anmerkungen | Quellen              |
| --- | --------------------------------------------------------- | --- | -------------------- |
| Erde | 12.700 km ⌀                                               | Ausgangspunkt | [ 2 ]                |
| Magnetosphäre | 63.000 km auf Sonnenseite; 6.300.000 km auf Schattenseite | Der vom Erdmagnetfeld beeinflusste Raum | [ 3 ]                |
| Mondbahn | 770.000 km ⌀                                              | Der mittlere Durchmesser der zur Erde relativen Mondbahn | [ 4 ]                |
| Erdbahn | 300.000.000 km ⌀ 2 AE ⌀                                   | Der mittlere Durchmesser der zur Sonne relativen Erdbahn. Enthält Sonne, Merkur und Venus. | [ 5 ]                |
| Inneres Sonnensystem | 6 AE ⌀                                                    | Enthält die Sonne, die inneren Planeten (Merkur, Venus, Erde, Mars) und den Asteroidengürtel. | [ 6 ]                |
| Äußeres Sonnensystem | 60 AE ⌀                                                   | Enthält die äußeren Planeten (Jupiter, Saturn, Uranus, Neptun). | [ 7 ]                |
| Kuipergürtel | 96 AE ⌀                                                   | Gürtel transneptunischer Objekte. Enthält die Zwergplaneten Pluto, Makemake und Haumea. | [ 8 ]                |
| Scattered Disk | 200 AE ⌀                                                  | Region vereinzelter Objekte, die den Kuipergürtel umrunden. Enthält den Zwergplaneten Eris. | [ 9 ]                |
| Heliosphäre | 240 AE ⌀                                                  | Maximale Ausbreitung des Sonnenwindes |                      |
| Oortsche Wolke a | 100.000–200.000 AE ⌀ 1,5–3 Lichtjahre ⌀                   | Kugelförmige Hülle mit über einer Billion Objekten | [ 10 ]               |
| Sonnensystem | 3 Lichtjahre ⌀                                            | Gravitatives System der Sonne. Am Rand des Sonnensystems schwindet der gravitative Einfluss der Sonne gegenüber dem anderer Sterne. | [ 11 ]               |
| Lokale Interstellare Wolke | 30 Lichtjahre ⌀                                           | Interstellare Wolke, in der sich die Sonne momentan bewegt. b | [ 12 ]               |
| Lokale Blase | 210–815 Lichtjahre ⌀                                      | Blase im interstellaren Medium, in der sich die Sonne und ihre Nachbarsterne momentan bewegen. b Überrest einer früheren Supernova | [ 13 ] [ 14 ]        |
| Gouldscher Gürtel | 1150 × 750 Lichtjahre                                     | Gürtel junger Sterne, durch den sich die Sonne momentan bewegt b | [ 15 ]               |
| Orionarm | 10.000 Lichtjahre lang                                    | Der Spiralarm der Milchstraße, durch den sich die Sonne momentan bewegt b | [ 16 ]               |
| Umlaufbahn des Sonnensystems | 56.000 Lichtjahre ⌀                                       | Der mittlere Bahndurchmesser des Sonnensystems relativ zum Zentrum der Milchstraße. Eine Umrundung dauert etwa 225 bis 250 Millionen Jahre. | [ 17 ] [ 18 ]        |
| Milchstraße | 100.000 Lichtjahre ⌀                                      | Heimatgalaxie des Sonnensystems, bestehend aus ca. 100 bis 300 Milliarden Sternen und gefüllt mit interstellarer Materie. | [ 19 ] [ 20 ]        |
| Milchstraße mit Satellitengalaxien | 1,64 Millionen Lichtjahre ⌀ 0,5 Megaparsec ⌀              | Die Milchstraße und ihre gravitativ gebundenen Nachbargalaxien, wie die Sagittarius-, die Ursa-Minor- und die Canis-Major-Zwerggalaxie Die angegebene Ausdehnung entspricht dem Bahndurchmesser der am weitesten entfernten Zwerggalaxie, Leo I. | [ 21 ] [ 22 ]        |
| Lokale Gruppe | 9 Mio. Lichtjahre ⌀ 3 Megaparsec ⌀                        | Gruppe von mindestens 47 Galaxien, dominiert vom Andromedanebel, der Milchstraße und dem Dreiecksnebel | [ 23 ]               |
| Virgo-Superhaufen | 100 Mio. Lichtjahre ⌀ 33 Megaparsec ⌀                     | Der Superhaufen, zu dem die lokale Gruppe zählt, enthält ca. 100 Galaxiengruppen und -haufen. | [ 24 ] [ 25 ]        |
| Laniakea | 500 Mio. Lichtjahre ⌀ 160 Megaparsec ⌀                    | Der Superhaufen, zu dem unter anderem der Virgo-Superhaufen gehört, beinhaltet ca. 100.000 Galaxien. | [ 26 ]               |
| Filament | 900 Mio. Lichtjahre ⌀ 300 Megaparsec                      | Das Filament, zu dem der Virgo-Superhaufen zählt | [ 27 ]               |
| Beobachtbares Universum | 92 Mrd. Lichtjahre ⌀ 28 Gigaparsec ⌀                      | Die großräumige Struktur des beobachtbaren Universums besteht aus über 100 Milliarden Galaxien, angeordnet in Millionen von Superhaufen, Filamenten und Voids, was den Anschein einer schaumähnlichen Struktur ergibt. | [ 28 ] [ 29 ] [ 30 ] |
| Universum | mindestens 92 Mrd. Lichtjahre ⌀ 28 Gigaparsec ⌀           | Jenseits des beobachtbaren liegt das (noch) nicht beobachtbare Universum, von wo aus noch kein Signal die Erde erreicht hat. Resultierend aus der Endlichkeit der Lichtgeschwindigkeit, die ihrerseits die höchstmögliche Ausbreitungsgeschwindigkeit jeder bekannten physikalischen Wirkung ist, bleiben diese Bereiche verborgen. Da allerdings von der Universalität der Naturgesetze ausgegangen wird, enthalten diese Regionen vermutlich ebenfalls eine schaumähnliche Grobstruktur aus Galaxien(haufen) und Voids. |                      |
| a Die Existenz ist hypothetisch. b Die Sonne ist gravitativ an die Milchstraße in ihrer Gesamtheit gebunden, jedoch nicht direkt an diese konkreten Strukturen. Die genannten Regionen fallen lediglich mit ihrer momentanen Position auf ihrer Umlaufbahn um das Zentrum der Milchstraße zusammen. |                                                           | |                      |

## Film
Der US-amerikanische Lehrfilm Zehn Hoch aus dem Jahre 1977 stellt das Universum auf allen zum damaligen Zeitpunkt wissenschaftlich erforschten Skalen dar und bewegt sich dabei bis auf 1024 Meter (rund 32 Megaparsec), also in die Größenordnung des Virgo-Superhaufens.